# Бертелотов звездан
Бертелотов звездан (Lotus berthelotii) са вид покритосеменни растения. Ендемичен вид за Канарските острови. Отглежда се като декоративно растение.

## Отглеждане
- Пълзящо растение. Листата са разделени на малки тесни листчета.

Като стайни растения се отглеждат два вида с цветове с отчетлива форма на птичи нокът – цветовете се появяват по дължината на дълги 60 см стъбла в началото на лятото. Лотосът се отглежда трудно поради това че не е расрение от нашите ширини и не се приспособява.
- Температура: хладно или умерено топло, най-малко 8 градуса по Целзий през зимата.
- Светлина: полусянка – избягвайте пряко огряване.
- Вода: поливайте редовно от пролетта до есента и по-оскъдно през зимата.
- Влажност на въздуха: от време на време оросявайте листата
- Пресаждане: ако е необходимо, през пролетта.
- Размножаване: със стъблени резници през лятото.